# ゲルリア (小惑星)
ゲルリア (1385 Gelria) は、小惑星帯に位置する小惑星である。オランダの天文学者ヘンドリク・ファン・ヘントがヨハネスブルグのユニオン天文台で発見した。
オランダのヘルダーラント地方のラテン語名称に因んで名付けられた。